# Camprodon
Camprodon, in het Castiliaans Camprodón, is een gemeente in de Spaanse provincie Girona in de regio Catalonië met een oppervlakte van 104 km². Camprodon telt 2.221 inwoners (1 januari 2016).

## Demografische ontwikkeling
Bron: INE, 1857-2011: volkstellingen
Opm.: In 1965 werd de gemeente Freixanet en een deel van de gemeente Llanars geannexeerd; in 1969 werd de gemeente Beget geannexeerd.

## Geboren in Camprodon
- Isaac Albéniz (29 mei 1860), componist en pianist